# Turistická značená trasa 3059
 Turistická značená trasa 3059 je zeleně vyznačená 9 kilometrů dlouhá pěší trasa Klubu českých turistů vedená z Uhříněvsi přes Pitkovice, Křeslice a Milíčovský les do Kateřinek v Praze.

## Popis trasy
Trasa vychází z nádraží jihovýchodním směrem podél trati k podjezdu. Za podjezdem na druhé straně kolejí vede jihozápadně po silnici, projde kolem kříže a u zastávky MHD K Pitkovičkám se stočí na západ. Po polní cestě dojde k silnici a po ní stále západním směrem k rozcestí, od kterého se vydá rovně krátkou asfaltkou. Vystoupá na přírodní památku Pitkovická stráň a za ní sestoupá do údolí Pitkovického potoka. Podél potoka vede po jeho toku po pravém břehu společně s naučnou stezkou Povodím Botiče. U rozcestí Dobrá Voda se potká s červeně značenou trasou a opustí naučnou stezku. Za můstkem přes Pitkovický potok vede rovně, ale brzy se stočí na jih, vystoupá zalesněnou strání z zástavbě a podél lesíka vede jižně (u ohybu cesty lze po červené dojít na vyhlídkové místo, poblíž kterého stávala tvrz). Sestoupá do údolí k potoku Botič a k náměstí, ze kterého vede západně až k památkově chráněné bývalé hospodářské usedlosti Štít. Od usedlosti pokračuje jihozápadně po silnici k rozcestí, od kterého se vydá západním směrem do lesa. Na první hlavní cestě odbočí na sever, dojde k rozcestí před Milíčovským sadem s rybníkem a zabočí na jihozápad. Dojde k místu, kde se setká s naučnou stezkou a společně s ní dojde na kraj lesa. Zde západním směrem po ulicích mezi zástavbou dojde k zastávce MHD, u které končí.
| Km  | Místo           | Navazující a křižující trasy | Nadm. výška |
| --- | --------------- | ---------------------------- | ----------- |
| 0   | Uhříněves (žst) | 0008, 1003                   | 298 m       |
| 2,5 | Pitkovice       |                              | 263 m       |
| 4,5 | Dobrá Voda      | 0013                         | 259 m       |
| 5   | Křeslice (bus)  | 0013                         | 260 m       |
| 7   | Milíčov         |                              | 293 m       |
| 9   | Kateřinky (bus) |                              | 299 m       |

## Zajímavá místa
- Pitkovická stráň - přírodní památka
- Mlýn v Pitkovičkách
- Hraniční dub v Pitkovičkách - památný strom
- Křeslice (tvrz)
- Botič
- Milíčovský les - přírodní památka
- Milíčovský vrch
- Přírodní park Botič-Milíčov

## Veřejná doprava
Cesta začíná u nádraží v Uhříněvsi. Vede přes zastávky MHD Ke Kříži, K Pitkovičkám, Pitkovice a Dolnokřeslická a končí u zastávky Kateřinky.